# Todd Tanner
Todd Tanner, né le 13 janvier 1969, est un coureur cycliste américain, spécialiste de VTT de descente. Il a notamment remporté une manche de Coupe du monde de descente en 1995.

## Palmarès en VTT de descente

### Championnats du monde
- Bromont 1992
  - 9e de la descente

### Coupe du monde
- Coupe du monde de descente
  - 1994 : podium sur la manche de Mammoth Lakes
  - 1995 : vainqueur de la manche de Mount Snow